# Kensaleyre
Kensaleyre är en by på ön Isle of Skye i Highland, Skottland. Byn är belägen 13 km 
från Uig. Orten har 215 invånare (2011).